# Biała Róża (województwo wielkopolskie)
Biała Róża – osada leśna w Polsce położona w województwie wielkopolskim, w powiecie krotoszyńskim, w gminie Kobylin.